# Ordine nazionale al merito (Mauritania)
L'Ordine Nazionale al Merito è un ordine cavalleresco mauritano.

## Classi
L'Ordine dispone delle seguenti classi di benemerenza:
- Gran Cordone
- Grand'Ufficiale
- Commendatore
- Ufficiale
- Cavaliere

## Insegne
- Il nastro è verde con un due strisce gialle ai lati e una argentata al centro.